# Steele megye (Észak-Dakota)
Steele megye az Amerikai Egyesült Államokban, azon belül Észak-Dakota államban található. Megyeszékhelye és legnagyobb városa Finley. Lakosainak száma 1798 fő (2020. április 1.). Steele megye Grand Forks, Traill, Cass, Barnes, Griggs és Nelson megyékkel határos.

## Népesség
A megye népességének változása:
| Lakosok száma | 1974 | 2025 | 1993 | 1960 | 1956 | 1798 |
|               | 2010 | 2011 | 2012 | 2013 | 2015 | 2020 |